# Hooglandia ignambiensis
Hooglandia ignambiensis är en tvåhjärtbladig växtart som beskrevs av Mcpherson & Lowry. Hooglandia ignambiensis ingår i släktet Hooglandia och familjen Cunoniaceae. Inga underarter finns listade i Catalogue of Life.